# Fussballclub Winterthur 1994-1995
Questa voce raccoglie le informazioni riguardanti il Fussballclub Winterthur nelle competizioni ufficiali della stagione 1994-1995.

## Rosa
Aggiornata al 25 luglio 1994.
| N. |                     | Ruolo | Calciatore        |
| -- | ------------------- | ----- | ----------------- |
|    | Svizzera (bandiera) | A     | Roman Burger      |
|    | Svizzera (bandiera) | P     | Patrick Bettoni   |
|    | Italia (bandiera)   | C     | Ivan Dal Santo    |
|    | Svizzera (bandiera) | D     | Omar Ferro        |
|    | Svizzera (bandiera) | C     | Alain Gaspoz      |
|    | Ghana (bandiera)    | A     | Ali Ibrahim       |
|    | Svizzera (bandiera) | A     | Stéphane Lüthi    |
|    | Svizzera (bandiera) | P     | Patrick Mäder     |
|    | Italia (bandiera)   | C     | Giuseppe Miccolis |

| N. |                           | Ruolo | Calciatore       |
| -- | ------------------------- | ----- | ---------------- |
|    | Svizzera (bandiera)       | C     | Markus Nyfeler   |
|    | Svizzera (bandiera)       | D     | Christof Oldani  |
|    | Svizzera (bandiera)       | A     | Patrick Ramsauer |
|    | Svizzera (bandiera)       | D     | Daniel Rupf      |
|    | Marocco (bandiera)        | C     | Chouaib Saykouk  |
|    | Cecoslovacchia (bandiera) | D     | Milan Šimůnek    |
|    | Zimbabwe (bandiera)       | A     | Vitalis Takawira |
|    | Svizzera (bandiera)       | D     | Roger Torghele   |
|    | Brasile (bandiera)        | C     | José Zé Maria    |

## Arrivi e partenze
| Acquisti | Acquisti          | Acquisti        | Acquisti   |
| -------- | ----------------- | --------------- | ---------- |
| A        | Roman Burger      | Grasshoppers    | definitivo |
| D        | Omar Ferro        | Locarno         | definitivo |
| C        | Alain Gaspoz      | Friburgo        | definitivo |
| P        | Patrick Mäder     | Zurigo          | definitivo |
| C        | Giuseppe Miccolis | Locarno         | definitivo |
| D        | Milan Šimůnek     | Monthey         | definitivo |
| A        | Vitalis Takawira  | Dynamos         | definitivo |
| C        | José Zé Maria     | Neuchâtel Xamax | definitivo |

| Cessioni | Cessioni         | Cessioni   | Cessioni   |
| -------- | ---------------- | ---------- | ---------- |
| D        | Daniel Ackermann | ???        | definitivo |
| A        | Giorgio Contini  | Frauenfeld | definitivo |
| C        | Andreas Häsler   | ???        | definitivo |
| C        | Joachim Löw      | Frauenfeld | definitivo |
| C        | André Meier      | Baden      | definitivo |
| A        | Sascha Müller    | San Gallo  | definitivo |
| D        | Franco Palmieri  | Frauenfeld | definitivo |
| P        | Yannick Schwery  | ???        | definitivo |
| A        | Axel Thoma       | Singen     | definitivo |